# دانشگاه ملی فناوری دفاعی
دانشگاه ملی فناوری دفاعی (به لاتین: National University of Defense Technology) یا دانشگاه ملی علوم و فن‌آوری دفاع دانشگاهی نظامی در چین است که در چانگشا واقع شده‌است که
تحت مدیریت مستقیم کمیسیون نظامی مرکزی چین و مدیریت دوگانه وزارت دفاع ملی و وزارت آموزش و پرورش است و برای پروژه ۲۱۱ و پروژه ۹۸۵ تعیین شده‌است، دو برنامه ملی که توسعه آموزش عالی چین را تسهیل می‌کند. NUDT نقش مهمی در توسعه ابر رایانه Tianhe-2 داشت.

## موقعیت
این دانشگاه در چانگشا، هونان، چین واقع شده‌است.